# Pleioceras barteri
Pleioceras barteri är en oleanderväxtart som beskrevs av Henri Ernest Baillon. Pleioceras barteri ingår i släktet Pleioceras och familjen oleanderväxter. Inga underarter finns listade i Catalogue of Life.